# Diaphoretickes
Los corticados (clado Diaphoretickes, Corticata o SARP) son un supergrupo de Eukarya bien consensuado filogenéticamente que incluye Archaeplastida (las plantas en sentido amplio), el Supergrupo SAR y una serie de pequeños grupos relacionados: Cryptista, Haptista, Telonemia, Provora y Hemimastigophora. A veces Haptista + Cryptista se agrupan en un clado denominado Hacrobia. De acuerdo con Cavalier-Smith se caracterizan por presentar, al menos ancestralmente, alvéolos corticales. También han sido denominados fotocariotas (Photokaryotes), pues los subgrupos han adquirido plastos, Archaeplastida (reino Plantae sensu lato) por endosimbiosis primaria de una cianobacteria, mientras que SAR, Haptista, Cryptista por sucesivas endosimbiosis seriadas con diversas microalgas.

## Definición y etimología
- Diaphoretickes:  Adl et al. (2012) formalizaron el supergrupo Diaphoretickes como clado definiéndolo de la siguiente forma:[2] Es el clado menos extenso conteniendo a Bigelowiella natans Moestrup & Sengco 2001 (Rhizaria), Tetrahymena thermophila Nanney & McCoy 1976 (Alveolata), Thalassiosira pseudonana Cleve 1873 (Stramenopiles), y Arabidopsis thaliana (Linnaeus) Heynhold, 1842 (Plantae). Esta es una definición de grupo basada en la pertenencia de los especificadores. Etimológicamente viene del griego diaforetikés que significa "diverso", lo que alude a la gran variedad de formas y modos nutricionales que dan la impresión de que no hay mayores caracteres comunes.

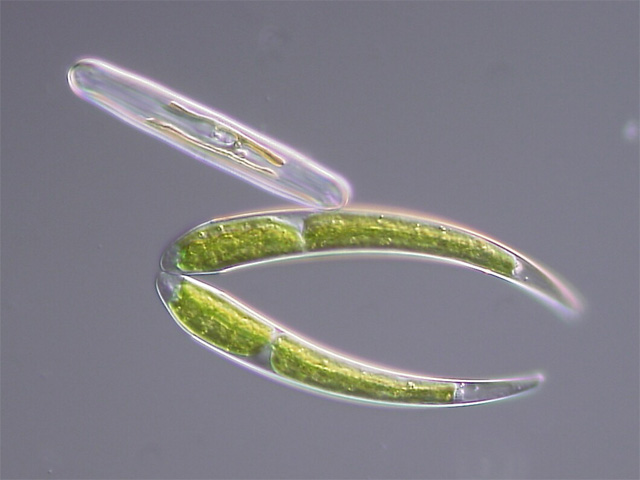
Las diatomeas son corticados típicos por la presencia de plastos y cubierta rígida.

- Corticata: Por su parte, Cavalier-Smith (2002),[1] (2010),[3] (2013),[4] (2014)[5] y (2015)[6] incluye en Corticata a los reinos Plantae y Chromista, por lo que en ocasiones se le considera un superreino.[7] Etimológicamente viene del latín cortex, que significa corteza, lo que alude a la presencia de una cubierta celular que es muy frecuente en la mayoría de grupos; mientras que plantas y algas presentan pared celular de celulosa, los alveolados desarrollaron diversas cubiertas a partir de los alvéolos corticales y otros grupos cromistas pueden estar constituidos por células desnudas, pero la mayoría presenta algún tipo de cubierta rígida como pueden ser los exoesqueletos, cortezas, conchas, caparazones, cáscaras, placas, tecas, cápsulas centrales, capas fibrosas, escamas, espinas y armaduras muy complejas que han producido multitud de microfósiles. Burki (2014)[8] identifica Diaphoretickes con Corticata, aunque duda de que Hacrobia constituya un clado.[9]

- Fotocariotas: Cavalier-Smith en 2002, utiliza el término photokaryotes como una denominación secundaria y alternativa para los corticados que de formalizarse se escribiría Photokaryota. Etimológicamente deriva del griego φωτο/photo = luz y καρυόν/karyon = nuez, como alusión al clado donde se encuentran los organismos eucariotas fotosintéticos, como son las plantas y casi todos los grupos de algas. Existe la capacidad para adquirir la fotosíntesis mediante la relación mutualista endosimbiótica con un microorganismo fotosintético; pero las razones de esta capacidad son aún desconocidas.[10] En contraste, este grupo está considerado un grupo hermano del supergrupo Discoba que incluye la mayoría de los protozoos excavados en un clado denominado Diphoda.[11]

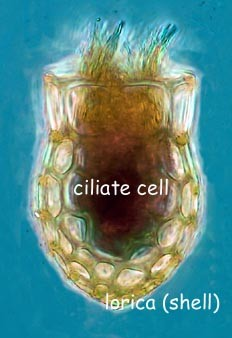
Ciliado que ha desarrollado su cubierta (concha) a partir de los alvéolos corticales.

- SARP: Indica el clado que incluye SAR + Plantae.[12]

## Árbol filogenético
Estudios filogenéticos recientes dan la siguiente filogenia entre los grupos de Diaphoretickes:
|                 | Cryptista |
|                 |           |
| + Cyanobacteria | Plantae   |
|                 | Plantae   |

|  | Provora          |
|  |                  |
|  | Hemimastigophora |
|  |                  |

|  | Rhizaria                                                    |
|  |                                                             |
|  | \| \| Stramenopiles \| \| \| \| \| \| Alveolata \| \| \| \| |
|  |                                                             |
|  | Stramenopiles                                               |
|  |                                                             |
|  | Alveolata                                                   |
|  |                                                             |

|  | Stramenopiles |
|  |               |
|  | Alveolata     |
|  |               |

|  | Rhizaria                                                    |
|  |                                                             |
|  | \| \| Stramenopiles \| \| \| \| \| \| Alveolata \| \| \| \| |
|  |                                                             |
|  | Stramenopiles                                               |
|  |                                                             |
|  | Alveolata                                                   |
|  |                                                             |

|  | Stramenopiles |
|  |               |
|  | Alveolata     |
|  |               |

|  | Rhizaria                                                    |
|  |                                                             |
|  | \| \| Stramenopiles \| \| \| \| \| \| Alveolata \| \| \| \| |
|  |                                                             |
|  | Stramenopiles                                               |
|  |                                                             |
|  | Alveolata                                                   |
|  |                                                             |

|  | Stramenopiles |
|  |               |
|  | Alveolata     |
|  |               |

|  | Rhizaria                                                    |
|  |                                                             |
|  | \| \| Stramenopiles \| \| \| \| \| \| Alveolata \| \| \| \| |
|  |                                                             |
|  | Stramenopiles                                               |
|  |                                                             |
|  | Alveolata                                                   |
|  |                                                             |

|  | Stramenopiles |
|  |               |
|  | Alveolata     |
|  |               |

|  | Provora          |
|  |                  |
|  | Hemimastigophora |
|  |                  |

|  | Rhizaria                                                    |
|  |                                                             |
|  | \| \| Stramenopiles \| \| \| \| \| \| Alveolata \| \| \| \| |
|  |                                                             |
|  | Stramenopiles                                               |
|  |                                                             |
|  | Alveolata                                                   |
|  |                                                             |

|  | Stramenopiles |
|  |               |
|  | Alveolata     |
|  |               |

|  | Rhizaria                                                    |
|  |                                                             |
|  | \| \| Stramenopiles \| \| \| \| \| \| Alveolata \| \| \| \| |
|  |                                                             |
|  | Stramenopiles                                               |
|  |                                                             |
|  | Alveolata                                                   |
|  |                                                             |

|  | Stramenopiles |
|  |               |
|  | Alveolata     |
|  |               |

|  | Rhizaria                                                    |
|  |                                                             |
|  | \| \| Stramenopiles \| \| \| \| \| \| Alveolata \| \| \| \| |
|  |                                                             |
|  | Stramenopiles                                               |
|  |                                                             |
|  | Alveolata                                                   |
|  |                                                             |

|  | Stramenopiles |
|  |               |
|  | Alveolata     |
|  |               |

|  | Rhizaria                                                    |
|  |                                                             |
|  | \| \| Stramenopiles \| \| \| \| \| \| Alveolata \| \| \| \| |
|  |                                                             |
|  | Stramenopiles                                               |
|  |                                                             |
|  | Alveolata                                                   |
|  |                                                             |

|  | Stramenopiles |
|  |               |
|  | Alveolata     |
|  |               |

|                 | Cryptista |
|                 |           |
| + Cyanobacteria | Plantae   |
|                 | Plantae   |

|  | Provora          |
|  |                  |
|  | Hemimastigophora |
|  |                  |

|  | Rhizaria                                                    |
|  |                                                             |
|  | \| \| Stramenopiles \| \| \| \| \| \| Alveolata \| \| \| \| |
|  |                                                             |
|  | Stramenopiles                                               |
|  |                                                             |
|  | Alveolata                                                   |
|  |                                                             |

|  | Stramenopiles |
|  |               |
|  | Alveolata     |
|  |               |

|  | Rhizaria                                                    |
|  |                                                             |
|  | \| \| Stramenopiles \| \| \| \| \| \| Alveolata \| \| \| \| |
|  |                                                             |
|  | Stramenopiles                                               |
|  |                                                             |
|  | Alveolata                                                   |
|  |                                                             |

|  | Stramenopiles |
|  |               |
|  | Alveolata     |
|  |               |

|  | Rhizaria                                                    |
|  |                                                             |
|  | \| \| Stramenopiles \| \| \| \| \| \| Alveolata \| \| \| \| |
|  |                                                             |
|  | Stramenopiles                                               |
|  |                                                             |
|  | Alveolata                                                   |
|  |                                                             |

|  | Stramenopiles |
|  |               |
|  | Alveolata     |
|  |               |

|  | Rhizaria                                                    |
|  |                                                             |
|  | \| \| Stramenopiles \| \| \| \| \| \| Alveolata \| \| \| \| |
|  |                                                             |
|  | Stramenopiles                                               |
|  |                                                             |
|  | Alveolata                                                   |
|  |                                                             |

|  | Stramenopiles |
|  |               |
|  | Alveolata     |
|  |               |

|  | Provora          |
|  |                  |
|  | Hemimastigophora |
|  |                  |

|  | Rhizaria                                                    |
|  |                                                             |
|  | \| \| Stramenopiles \| \| \| \| \| \| Alveolata \| \| \| \| |
|  |                                                             |
|  | Stramenopiles                                               |
|  |                                                             |
|  | Alveolata                                                   |
|  |                                                             |

|  | Stramenopiles |
|  |               |
|  | Alveolata     |
|  |               |

|  | Rhizaria                                                    |
|  |                                                             |
|  | \| \| Stramenopiles \| \| \| \| \| \| Alveolata \| \| \| \| |
|  |                                                             |
|  | Stramenopiles                                               |
|  |                                                             |
|  | Alveolata                                                   |
|  |                                                             |

|  | Stramenopiles |
|  |               |
|  | Alveolata     |
|  |               |

|  | Rhizaria                                                    |
|  |                                                             |
|  | \| \| Stramenopiles \| \| \| \| \| \| Alveolata \| \| \| \| |
|  |                                                             |
|  | Stramenopiles                                               |
|  |                                                             |
|  | Alveolata                                                   |
|  |                                                             |

|  | Stramenopiles |
|  |               |
|  | Alveolata     |
|  |               |

|  | Rhizaria                                                    |
|  |                                                             |
|  | \| \| Stramenopiles \| \| \| \| \| \| Alveolata \| \| \| \| |
|  |                                                             |
|  | Stramenopiles                                               |
|  |                                                             |
|  | Alveolata                                                   |
|  |                                                             |

|  | Stramenopiles |
|  |               |
|  | Alveolata     |
|  |               |

Las relaciones están en continuo desarrollo antiguas filogenias habían encontrado las siguientes relaciones dentro de Diaphoretickes:
|                 | Harosa (SAR)                                                                                                   |
|                 | |
|                 | \| \| Hacrobia \| \| \| \| \| + Cyanobacteria \| Plantae (Archaeplastida) \| \| \| Plantae (Archaeplastida) \| |
|                 | |
|                 | Hacrobia |
|                 | |
| + Cyanobacteria | Plantae (Archaeplastida)                                                                                       |
|                 | Plantae (Archaeplastida)                                                                                       |

|                 | Hacrobia                 |
|                 |                          |
| + Cyanobacteria | Plantae (Archaeplastida) |
|                 | Plantae (Archaeplastida) |